# Kilt

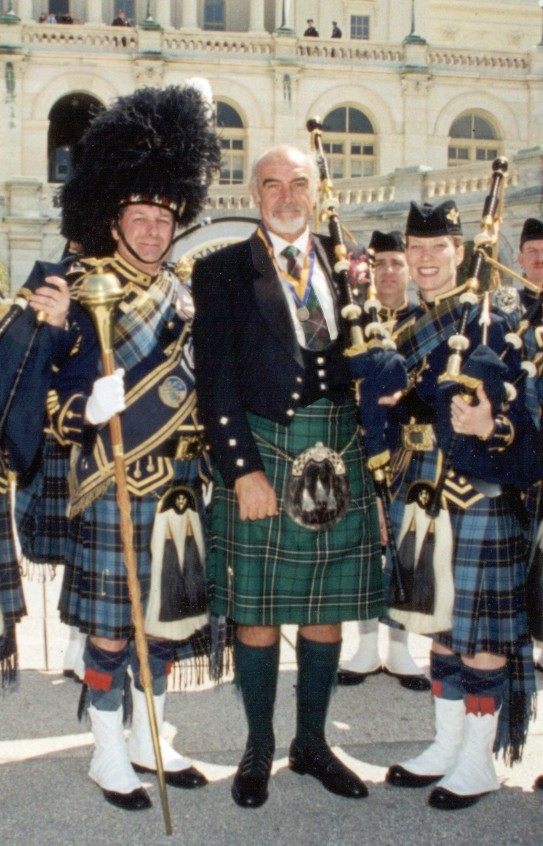
De Schotse acteur Sean Connery in een kilt

Een kilt is een kledingstuk voor mannen dat de benen tot de knieën bedekt en in tegenstelling tot een broek geen pijpen heeft. Een kilt is dus een rok specifiek voor mannen. Traditioneel werd de kilt in de 16e eeuw door mannen en jongens in de Schotse Hooglanden gedragen, maar sinds de 19e eeuw ook in andere delen van Schotland en het Keltische taal- en cultuurgebied. Tegenwoordig wordt de kilt door (hoofdzakelijk Schotse) mannen gedragen bij bijzondere, folkloristische en officiële gelegenheden. Met name bij doedelzakspelers vormt de kilt een onderdeel van de traditionele kleding. De onderzoom moet zo'n een inch boven de grond hangen wanneer men (rechtop) geknield zit.
In de laatste jaren wordt de kilt steeds vaker als een modern, informeel kledingstuk beschouwd. Ook in de punk, alternatieve en gothic scene worden door sommige jongens kilts gedragen, vaak in combinatie met Legerkistjes of hoge veterlaarzen, al dan niet met grote metalen gespen versierd.

## Beschrijving, ontwikkeling en geschiedenis

### Schotse kilt
De eenvoudigste kilt bestaat uit een recht stuk textiel, geweven wol. Dit wordt hoog om het lichaam gewikkeld, waarna een riem om het middel wordt gedaan en vervolgens het deel dat om de borst zit over de riem wordt geslagen.
Deze eenvoudige kilt had zo zijn voordelen, omdat hij op verschillende manieren gedragen kon worden. Het bovenste deel kon over de schouder geslagen worden en als cape dienen. Ook was hij erg geschikt om ermee in de open lucht te slapen, en kon hij dienen als een soort geïmproviseerd schild tijdens gevechten, door de niet gebruikte stof om de linkerarm te wikkelen. Het doek kon echter ook tijdens gevechten van man tot man in de weg zitten en vaak gooide men ze af, om vervolgens na de strijd de kilt weer op te zoeken.
Deze kilt werd ook wel filleadh mòr genoemd (grote kilt). De moderne kilt, ook wel fillead beag (kleine kilt) of philabeg genoemd werd waarschijnlijk in het leven geroepen voor arbeiders zodat deze zich vrijer konden bewegen.
Vóórop de kilt hoort een tasje te worden gedragen, de zogeheten sporran (sparán), en de sgian dubh (zwart, verborgen mes), een kleine dolk die men in de kous steekt.
Draagt men de kilt informeel, dan horen de kousen afgestroopt te zijn. Draagt men de kilt echter bij een gala of andere gelegenheid, dan dienen de kousen opgetrokken te zijn. De kilt die voor dagelijks gebruik is bedoeld, is van wol en heeft een soort plissé-plooien opzij en achter, maar niet aan de voorkant. De kilt is altijd geruit met een patroon (tartan) dat afhankelijk is van de clan, of met een anoniem of algemeen Schots patroon, maar dit is niet traditioneel.
Er zijn meer dan 300 verschillende tartans voor op zo'n kilt.

### Ierse kilt

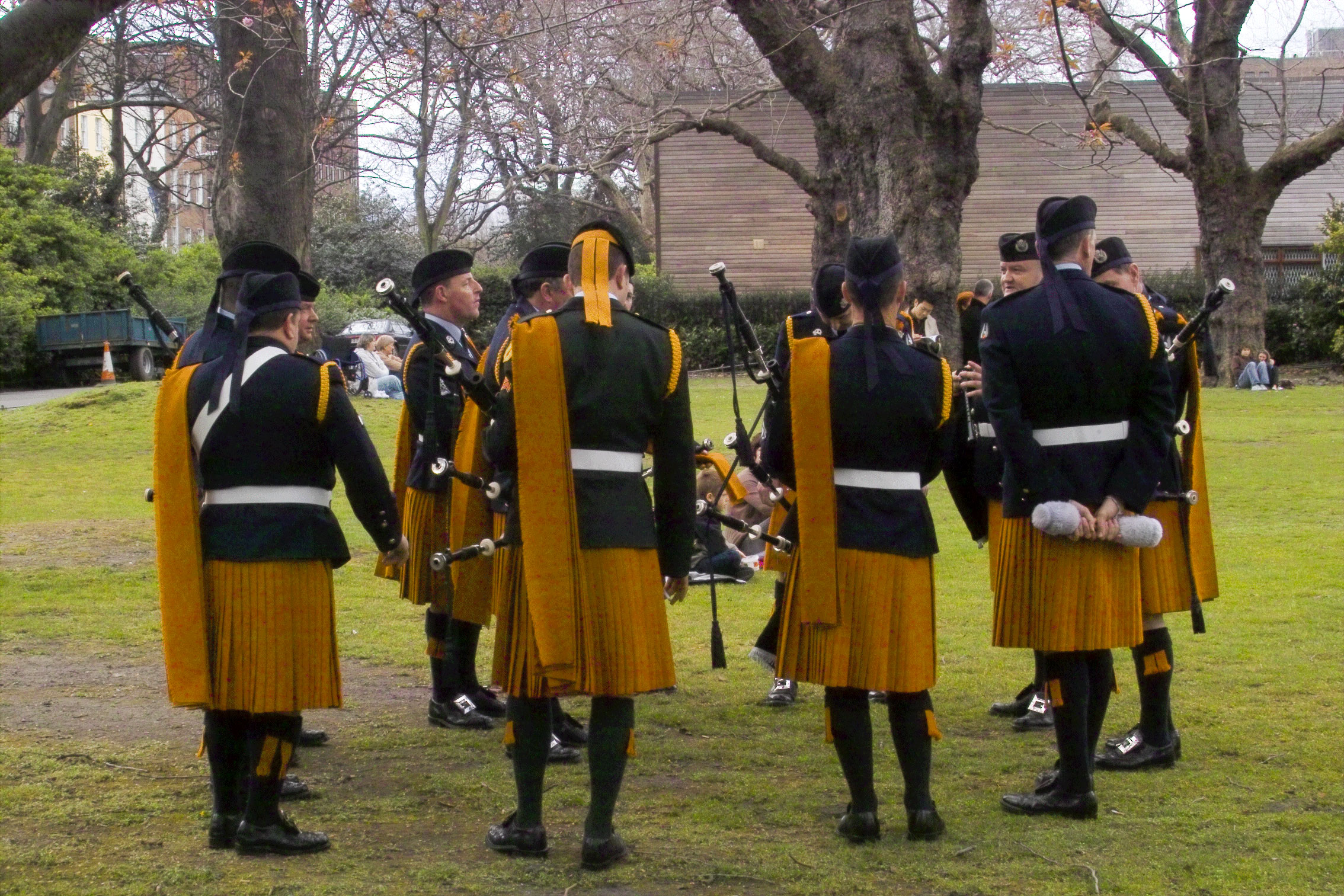
Doedelzakspelers met een Ierse kilt

Behalve de Schotse kilt, bestaat er ook een Ierse rok die door mannen wordt gedragen. Deze heet echter niet kilt, maar léine (meervoud léinte). De léine wordt vrijwel alleen gedragen tijdens officiële gelegenheden en tijdens Irish Dancing, is van katoen of linnen gemaakt en heeft, in tegenstelling tot de kilt, rondom plooien, die ook iets grover zijn dan die van de kilt. Een léine is altijd egaal van kleur, en dit in een felle kleur: felrood, staalblauw, kanariegeel, grasgroen, wit enz. Donkere kleuren, zoals donkerbruin, komen minder voor bij de léine. Bij de léine is een sporran-achtig draagtasje niet verplicht, maar wel toegestaan.

### Moderne kilt

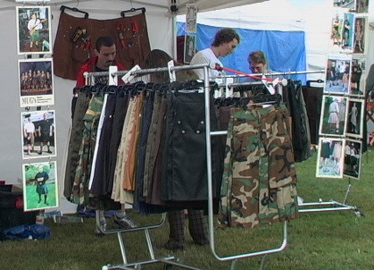
Verkoop van moderne kilts tijdens de 2004 Skagit Valley Highland Games

Sinds ongeveer het jaar 2000 zijn moderne kilts te koop in Schotland, de Verenigde Staten en Canada. Ze zijn beschikbaar in verschillende stoffen net als leer, denim, corduroy, en katoen. Een moderne kilt kan gemaakt zijn voor formeel of casual gebruik, sport en buitenrecreatie, of als werkkleding. De meeste zijn gemaakt om zonder sporran gedragen te worden, en kunnen zakken hebben of lussen voor werktuigen.

## Wetenswaardigheden
- Van origine behoort men onder de kilt geen ondergoed te dragen, maar juist weer wél indien men danst, of men sport, bijvoorbeeld bij de "Highland Games". Het is niet duidelijk of voor de léine exact dezelfde regels gelden.
- Iedere Schotse clan heeft zijn eigen ruitpatroon, tartan genaamd, en een Schot heeft het motief van zijn kilt dan ook niet vrij voor het uitkiezen.
- Het dragen van een kilt was voor mannen in Engeland jarenlang verboden, tenzij men van Schotse afkomst was.
- Sommige mannen noemen een kilt voor dagelijks gebruik ook een Male Unbifurcated Garment of kortweg MUG (Engels voor "pijploos herenkledingstuk"). Hieronder valt ook andere kleding, zoals een sarong.
- Een sporran werd gebruikt omdat een traditionele kilt geen zakken heeft. Ook zorgt een sporran ervoor dat de stof tussen de benen naar beneden zakt, om ongewenste inkijk te voorkomen.
- Voormalig profdarter Les Wallace droeg tijdens wedstrijden altijd een Schotse kilt en werd begeleid door doedelzakspelers.
- De Britse koning Charles III droeg als hertog van Rothesay en baron van Renfrew, en draagt ook als koning van Schotland, geregeld een kilt.